# Friedrich Forberg
Friedrich Wilhelm Forberg (* 23. November 1816 in Solingen; † 8. Juni 1883 in Düsseldorf) war ein deutscher Musiklehrer und Komponist in Düsseldorf.

## Leben und Wirken
Friedrich Forberg war wahrscheinlich mit August Forberg verwandt, der 1835 in Düsseldorf eine Musikalienhandlung führte, sowie mit dem Leipziger Verleger Robert Forberg, bei dem er 1881/82 seine letzten Kompositionen verlegte.
Friedrich Forberg lernte bei  Julius Rietz. Er wurde Cellolehrer,  spielte aber auch Viola und Klavier und war zeitweise als Organist in der Garnisonskirche Düsseldorf tätig.
1843 war er Musiklehrer in Düsseldorf.
1850 spielte er mit Clara Schumann und Wilhelm Joseph von Wasielewski das erste Klaviertrio d-moll op. 63 von Robert Schumann als Cellist.
Ab etwa 1856 erschienen über 30 Kompositionen von ihm im Druck.
Von 1862 bis 1882 war Friedrich Forberg Gesangslehrer an der Luisenschule für Mädchen in Düsseldorf.
Er starb am 8. Juni 1883.
Fritz Forberg war mit Luise Helene Daße seit 1843 verheiratet. Sie hatten mehrere Kinder
- Carl Ernst Forberg (1844–1915), Kupferstecher und Kunstprofessor in Düsseldorf.
- (?) Otto Forberg, Geiger und Violaspieler im bekannten Quartett von Robert Heckmann, spätestens seit 1876[5]
- Wilhelm Forberg (1864–1899), Kupferstecher in Düsseldorf, Schüler seines Bruders[6]

## Werke (Auswahl)
Friedrich Forberg komponierte einige Stücke, vor allem für Cello und Klavier und stellte mehrere Stückesammlungen für Violoncello zusammen.
- Op. 2   3 Romances pour Violoncelle (ou Violon) et Pianoforte, No. 1 (G). No. 2 (A). No. 3 (D). André, Offenbach 1871.
- Op. 4 Graziosa. Salonstück. Bayrhoffer, Düsseldorf 1857
- Op. 6 L’Espérance. Mazurka brillante. Schott, Mainz, 1858.
- Op. 7 Melodie-Perlen. Eine ausgewählte Sammlung leichter gefälliger Stücke für Violine und Pianoforte / für Violoncello und Pianoforte,  2 Hefte. André, Offenbach 1858/59, 1878, von verschiedenen Komponisten, darunter von Forberg I. 4. Romanze. 5. Bolero (?).  II. 12. Andante varié.
- Op. 9 Leichte bel. Stücke für 2 Violoncellos in fortschreitender Ordnung. 2 Hefte. André, Offenbach 1872
- Op. 10 Le Ruisseau de Forêt. Morceau de Salon. Hainauer, Breslau 1859.
- Op. 11 La Tendresse. Morceau de Salon. Schott, Mainz 1858.
- Op. 12 Le Retour de Chalet. Morceau de Salon. Schott, Mainz 1858.
- Op. 20 Goldenes Melodienbuch für Violoncello und Pianoforte, 3 Hefte. André, Offenbach, 1877.
- Op. 23  Volkslieder und   Romanzen in leichter Bearbeitung für Violoncello und Pianoforte. Forberg, Leipzig 1877/1880/1882, darin Alabieff, Die Nachtigall. Mutterseelenallein. Kotschubei, O saget ihr. Mendelssohn, Der Jäger Abschied. Ich wollt’ meine Lieb’ ergösse sich. Es ist bestimmt in Gottes Rath. Schubert, Am Meer. Weber, Freischütz. (Leise, leise.) Stradella, Kirchen-Arie. Beethoven, Adelaide. Lortzing, Sonst spielt ich mit Scepter. Auch ich war ein Jüngling. Mozart, Dies Bildniss ist bezaubernd schön. In diesen heil’gen Hallen.
- Op. 24 Notturno für Horn oder Clarinette mit Begleitung des Orchesters, André, 1873; auch arrangiert Für Horn mit Pianoforte,  Für Clarinette mit Orchester und Für Clarinette mit Pianoforte, alle bei André[8]
- Op. 31 Violoncello-Schule, mit deutschem und französischem Texte.  Forberg, Leipzig 1882.
- Op. 32 Leichte gefällige Stücke für Vcelloschüler. Forberg, Leipzig 1881.
- Op. 33 Studien für den Vortrag ohne Daumenaufsatz für Violoncello als Uebungsstoff neben jeder Violoncello-Schule. Forberg, Leipzig 1881

Arrangements (ohne Opus-Nunner)
- Rossini, Gioacchino. Pro Peccatis. Air du Stabat Mater de Rossini, transcr. pour violoncelle et Piano. Schott, Mainz 1873.